# Women's Premier Soccer League
La Women's Premier Soccer League  (WPSL) est une ligue de soccer féminin, au 2e niveau de la pyramide américaine, aux côtés de la Women's League Soccer en Amérique du Nord. 
La WPSL regroupe 75 équipes réparties dans 6 conférences géographiques. La majorité des équipes ont un statut non professionnel. Neuf clubs sont cependant professionnels et toutes les autres équipes sont amateures en raison des règlements de la NCAA américaine, puisque les joueuses universitaires et collégiales ne peuvent pas jouer chez les «pro» et être rémunérés.
En 2012, après la disparition de la Women's Professional Soccer, la Women's Premier Soccer League crée une nouvelle ligue, la WPSL Elite League. Cette dernière est considérée comme le plus haut niveau de la pyramide du soccer féminin nord-américain, aux côtés de la W-League.

## Histoire
La WPSL origine de la division Ouest de la W-League, ligue crée en 1995. Plusieurs clubs mécontents de cette Division Ouest ont rompu avec la W-Leaque pour former leur propre ligue en 1997. Début très régional sur la cote Pacifique pour devenir progressivement une ligue à caractère nationale dans tous les États-Unis.

### WPSL Elite League

Le logo de la nouvelle Ligue

Après la suspension des activités de la Women's Professional Soccer en janvier 2012, la Women's Premier Soccer League (WPSL) crée une ligue supplémentaire la WPSL Elite League. Cette dernière regroupe pour la saison 2012 des clubs de l'ancienne ligue professionnelle américaine WPS avec quelques-uns des meilleurs clubs de la WPSL:
- ASA Chesapeake Charge[5]
- Red Stars de Chicago[6]
- FC Indiana[7]
- Breakers de Boston[8]
- Western New York Flash[9]
- New England Mutiny[10]
- Philadelphia Fever[11]
- New York Fury[12]

Six des huit équipes de cette WPSL Elite League sont entièrement professionnelles. Seules ASA Chesapeake Charge et Philadelphia Fever ont conservé un statut amateur.

#### Saison 2012
La première saison de la WPSL Elitee consiste en 16 matchs joués entre les 22 mai et 22 juillet 2012, et puis des séries éliminatoires entre les 4 premières équipes au classement, ceci du 25 au 28 juillet. Huit équipes participent à cette première édition de la WPSL Elite League.
Lors de la phase régulière, les Breakers de Boston terminent en tête et deviennent les premières championnes de la saison régulière. 
| No | Équipes                | PJ | V  | D | N  | BP | BC | DB  | Pts |
| -- | ---------------------- | -- | -- | - | -- | -- | -- | --- | --- |
| 1  | Breakers de Boston     | 14 | 11 | 0 | 3  | 28 | 9  | +19 | 33  |
| 2  | Western New York Flash | 14 | 9  | 3 | 2  | 29 | 8  | +21 | 30  |
| 3  | New York Fury          | 14 | 9  | 2 | 3  | 25 | 8  | +17 | 29  |
| 4  | Red Stars de Chicago   | 14 | 9  | 1 | 4  | 26 | 11 | +15 | 28  |
| 5  | New England Mutiny     | 14 | 6  | 3 | 5  | 25 | 34 | -9  | 21  |
| 6  | ASA Chesapeake Charge  | 14 | 2  | 3 | 9  | 15 | 35 | -20 | 9   |
| 7  | Philadelphia Fever     | 14 | 1  | 2 | 11 | 8  | 26 | -18 | 5   |
| 8  | FC Indiana             | 14 | 1  | 2 | 11 | 8  | 33 | -25 | 5   |

En séries éliminatoires le Western New York Flash bat 2-1 le New York Fury au premier tour des play-offs et les Red Stars de Chicago défont 3-1 les Breakers de Boston. La finale du championnat se déroule samedi le 28 juillet au Sahlen's Stadium de Rochester et opposent le Western New York Flash aux Red Stars de Chicago. Après une égalité de 1-1 en temps réglementaire (90 minutes de jeu), il fait du temps supplémentaire et une séance de tirs au but afin que le Western New York Flash vaincre les Red Stars de Chicago. Le Flash remporte le championnat WPSL Elit de 2012,.

### WPSL U20 League
En 2012, la WPSL créera une ligue U20 pour les jeunes joueuses. Les équipes sont classées géographiquement dans des conférences de la même façon que la ligue WPSL. Lors de sa première saison, la ligue U20 est en activité du 1er juin au 1er aout 2012.

## Fonctionnement
La saison débute au mois de mai et elle est d'une vingtaine de matchs dans chaque conférence. Les équipes ne se rencontrent que par division de Conférence durant la saison régulière. À la fin de la saison en juillet, la WPSL tient des séries éliminatoires dans chacune des conférences régionales - avec un format élargi dans la Conférence de l'Est, à cause du plus grand nombre de clubs dans cette région. 
Les deux meilleures équipes dans chaque division de la Conférence du Pacifique ont une série éliminatoire ensemble. Les deux grands gagnants se disputent une place dans le « Final Four » de la ligue, tandis que l'équipe championne de la Conférence du Midwest affronte l’équipe gagnante de la Conférence Sunshine pour une place dans le « Final Four ». Puis, se tient à la fin de juillet le week-end du championnat national c'est-à-dire le « Final Four », où quatre équipes WPSL disputent entre elles la finale du championnat de la ligue en trois matchs. La WPSL déplace son championnat national chaque année de sorte que chacun de régions géographiques des États-Unis a une chance d'accueillir cet évènement sportif.

## Équipes actuelles (2016)
| Région de l'Ouest                           | Région de l'Ouest     | Région de l'Ouest | Région de l'Ouest |            |            |
| Nord-ouest                                  | Nord-ouest            | Nord-ouest        | Nord-ouest        | Nord-ouest | Nord-ouest |
| ------------------------------------------- | --------------------- | ----------------- | ----------------- | ---------- | ---------- |
| Pacific Northwest Soccer Club               | Tukwila               |                   |                   |            |            |
| Spokane Soccer Club                         | Spokane               |                   |                   |            |            |
| Issaquah Soccer Club                        | Issaquah              |                   |                   |            |            |
| EPIC Soccer                                 | Victoria              |                   |                   |            |            |
| Rovers du TSS FC                            | Burnaby               |                   |                   |            |            |
| OSA FC                                      | Tukwila               |                   |                   |            |            |
| Sounders de Seattle                         | Tukwila               |                   |                   |            |            |
| Timbers d'Eugene                            | Eugene                |                   |                   |            |            |
| Timbers de Westside                         | Beaverton             |                   |                   |            |            |
| PAC Nord                                    |                       |                   |                   |            |            |
| Storm de la Californie                      | Sacramento            |                   |                   |            |            |
| Freeze de Fresno                            | Fresno                |                   |                   |            |            |
| Tottenham Hotspurs Ladies                   | East Bay              |                   |                   |            |            |
| Mountain View Los Altos SC                  | Los Altos             |                   |                   |            |            |
| Primero de Mayo                             | Sacramento            |                   |                   |            |            |
| Nighthawks de San Francisco                 | San Francisco         |                   |                   |            |            |
| San Ramon FC                                | San Ramon             |                   |                   |            |            |
| West Coast Soccer Club                      | Tracy                 |                   |                   |            |            |
| Coastal                                     |                       |                   |                   |            |            |
| Beach Futbol Club                           | Long Beach            |                   |                   |            |            |
| FRAM SK                                     | Rolling Hills Estates |                   |                   |            |            |
| Los Angeles Premier FC                      | Pasadena              |                   |                   |            |            |
| Los Angeles Villa FC                        | Glendale              |                   |                   |            |            |
| Los Angeles Legends FC                      | Corona                |                   |                   |            |            |
| Pateadores                                  | Irvine                |                   |                   |            |            |
| SoCal FC                                    | Santa Clarita         |                   |                   |            |            |
| PAC Sud                                     |                       |                   |                   |            |            |
| FC Pacific                                  | Huntington Beach      |                   |                   |            |            |
| FC Tucson                                   | Tucson                |                   |                   |            |            |
| Galaxy de Los Angeles (San Diego)           | San Diego             |                   |                   |            |            |
| SC del Sol                                  | Phoenix               |                   |                   |            |            |
| SeaLions de San Diego                       | San Diego             |                   |                   |            |            |
| Strikers FC — South Coast                   | Lake Forest           |                   |                   |            |            |
| Mountain                                    |                       |                   |                   |            |            |
| Players FC                                  | Las Vegas             |                   |                   |            |            |
| Reno Tahoe Liberty FC                       | Reno                  |                   |                   |            |            |
| Arrows de Utah                              | Riverton              |                   |                   |            |            |
| Red Devils de Utah                          | Bluffdale             |                   |                   |            |            |
| Région du Centre                            |                       |                   |                   |            |            |
| Sud-ouest du nord                           |                       |                   |                   |            |            |
| Spirit de Tulsa                             | Tulsa                 |                   |                   |            |            |
| FC Wichita                                  | Wichita               |                   |                   |            |            |
| Oklahoma City FC                            | Oklahoma City         |                   |                   |            |            |
| Spurs de Texas                              | McKinney              |                   |                   |            |            |
| Sud-ouest du sud                            |                       |                   |                   |            |            |
| Selects de Houston South                    | Pasadena              |                   |                   |            |            |
| Lonestar Soccer Club                        | Austin                |                   |                   |            |            |
| Athenians SC de San Antonio                 | San Antonio           |                   |                   |            |            |
| Lady Rafters de Shreveport                  | Shreveport            |                   |                   |            |            |
| Titans de Texas                             | Cypress               |                   |                   |            |            |
| Bluebonnets de la TTI                       | Houston               |                   |                   |            |            |
| Heartland                                   |                       |                   |                   |            |            |
| Pride de la GSI                             | Overland Park         |                   |                   |            |            |
| Red Stars de Chicago (réserve)              | Oak Brook             |                   |                   |            |            |
| Menace de Des Moines                        | West Des Moines       |                   |                   |            |            |
| Courage de Kensas City                      | Kansas City           |                   |                   |            |            |
| TwinStars de Minnesota                      | Minnetonka            |                   |                   |            |            |
| Vallée                                      |                       |                   |                   |            |            |
| Sirens de Cincinnati                        | Liberty Township      |                   |                   |            |            |
| Eagles de Columbus                          | Reynoldsburg          |                   |                   |            |            |
| Dutch Lions de Dayton                       | Beavercreek           |                   |                   |            |            |
| FC Pride                                    | Indianapolis          |                   |                   |            |            |
| Fire & Ice Soccer Club                      | Belleville            |                   |                   |            |            |
| Grands-Lacs                                 |                       |                   |                   |            |            |
| Alliance Academy                            | Grand Rapids          |                   |                   |            |            |
| Ambassadors de Cleveland                    | Cleveland             |                   |                   |            |            |
| FC Indiana                                  | Indianapolis          |                   |                   |            |            |
| Motor City FC                               | Berkley               |                   |                   |            |            |
| Steel City FC                               | Pittsbourg            |                   |                   |            |            |
| Région de l'Est                             |                       |                   |                   |            |            |
| Nouvelle-Angleterre                         |                       |                   |                   |            |            |
| Breakers de Boston (universitaire)          | Somerville            |                   |                   |            |            |
| Breakers de Boston (réserve)                | Somerville            |                   |                   |            |            |
| Breakers de Boston (moins de 20 ans)        | Somerville            |                   |                   |            |            |
| FC Stars du Massachusetts                   | Lancaster             |                   |                   |            |            |
| FC Stars du Massachusetts (moins de 23 ans) | Lancaster             |                   |                   |            |            |
| Mariners de SeaCoast United                 | Topsham               |                   |                   |            |            |
| Phantoms de SeaCoast United                 | Amesbury              |                   |                   |            |            |
| Colonial                                    |                       |                   |                   |            |            |
| Braddock Road Youth Club                    | Annandale             |                   |                   |            |            |
| Fredericksburg FC                           | Fredericksburg        |                   |                   |            |            |
| Legacy de la Virginie                       | Williamsburg          |                   |                   |            |            |
| Strikers de Richmond                        | Glen Allen            |                   |                   |            |            |
| Virginia Beach City FC                      | Virginia Beach        |                   |                   |            |            |
| Spirit de Washington (réserve)              | District de Columbia  |                   |                   |            |            |
| Spirit de Washington (académie)             | District de Columbia  |                   |                   |            |            |
| Mi-Atlantique                               |                       |                   |                   |            |            |
| Buxmont Torch FC                            | Perkasie              |                   |                   |            |            |
| Empire United Soccer Academy                | Henrietta             |                   |                   |            |            |
| Hershey Soccer Club                         | Hershey               |                   |                   |            |            |
| Tempest de Lehigh Valley                    | Whitehall Township    |                   |                   |            |            |
| AC Cesena USA / Old Dominion                | Aldie                 |                   |                   |            |            |
| Penn Fusion Soccer Academy                  | West Chester          |                   |                   |            |            |
| Philly Fever                                | Oakford               |                   |                   |            |            |
| Métropolitain                               |                       |                   |                   |            |            |
| Fury de Long Island                         | Uniondale             |                   |                   |            |            |
| New York Athletic Club                      | Nouvelle-Rochelle     |                   |                   |            |            |
| New York Soccer Club                        | Westchester           |                   |                   |            |            |
| Wildcats du New Jersey                      | Oceanport             |                   |                   |            |            |
| Yankee United FC                            | Trumbull              |                   |                   |            |            |
| Région du Sud                               |                       |                   |                   |            |            |
| Les Carolines                               |                       |                   |                   |            |            |
| Beaufort County FC                          | Île de Hilton-Head    |                   |                   |            |            |
| Rapids de la Caroline                       | Cornelius             |                   |                   |            |            |
| Fleet de Charleston                         | Mount Pleasant        |                   |                   |            |            |
| Lady Dynamo de la Caroline                  | Browns Summit         |                   |                   |            |            |
| Eclipse du Lac Norman                       | Mooresville           |                   |                   |            |            |
| Oak City United                             | Oak City              |                   |                   |            |            |
| Sud-est                                     |                       |                   |                   |            |            |
| Alabama FC                                  | Birmingham            |                   |                   |            |            |
| Chattanooga FC                              | Chattanooga           |                   |                   |            |            |
| Texans du Gult Coast                        | Pensacola             |                   |                   |            |            |
| Lady Force de Knoxville                     | Knoxville             |                   |                   |            |            |
| Rangers de Little Rock                      | Little Rock           |                   |                   |            |            |
| Lobos de Memphis                            | Collierville          |                   |                   |            |            |
| Rhythm FC de Nashville                      | Nashville             |                   |                   |            |            |
| Sunshine                                    |                       |                   |                   |            |            |
| DME Sports Academy                          | Daytona Beach         |                   |                   |            |            |
| FC Surge                                    | Hialeah               |                   |                   |            |            |
| Dutch Lions de Florida Gulf Coast           | Cape Coral            |                   |                   |            |            |
| Kraze Krush de la Floride                   | Oviedo                |                   |                   |            |            |
| Florida Sol FC                              | Île Fleming           |                   |                   |            |            |
| Kicks d'Orlando                             | Montverde             |                   |                   |            |            |
| Pinellas County United SC                   | St. Petersburg        |                   |                   |            |            |
| Tampa Bay United                            | Tampa                 |                   |                   |            |            |
| Team Boca                                   | Boca Raton            |                   |                   |            |            |
| Dynamites du Treasure Coast                 | Port Sainte-Lucie     |                   |                   |            |            |

## Historique du championnat de la ligue
| Saison | Championnes               | Entraineur-chef   | Finaliste-perdant          |
| ------ | ------------------------- | ----------------- | -------------------------- |
| 1998   | Silicon Valley Red Devils |                   | Auto Trader Women’s Select |
| 1999   | California Storm          |                   | Auto Trader Women’s Select |
| 2000   | San Diego WFC SeaLions    |                   | California Storm           |
| 2001   | Ajax America Women        |                   | San Diego WFC              |
| 2002   | California Storm          |                   | Ajax America Women         |
| 2003   | Utah Spiders              |                   | California Storm           |
| 2004   | California Storm          |                   | New England Mutiny         |
| 2005   | FC Indiana                | Shek Borkowski    | California Storm           |
| 2006   | Long Island Fury          | Paul Riley        | Ajax America Women         |
| 2007   | FC Indiana                | Shek Borkowski    | New England Mutiny         |
| 2008   | Ajax America Women        | Brian Boswell     | Arizona Rush               |
| 2009   | Long Island Fury          | Paul Riley        | Ajax America Women         |
| 2010   | Boston Aztec              | Mike Kersker      | Ajax America Women         |
| 2011   | Orange County Waves ,     | Abner Rogers      | Chicago Red Stars          |
| 2012   | Texans de Gulf Coast.     | David Kemp        | Aztec MA.                  |
| 2013   | San Diego WFC SeaLions    | Jen Lalor-Nielsen | Houston Aces               |

## Honneurs individuels
À la fin de saison, la Women's Premier Soccer League annonce ses prix annuels. Ceux-ci récompensent les athlètes ayant obtenu d'excellentes performances au cours de la saison régulière et des séries éliminatoires. 

### Joueuse MVP
1998, Keri Sanchez du Silicon Valley Red Devils
1999,Erin Martinez Montoya du California Storm
2000, Ally Kemp duAuto Trader Women's Select
2001, April Colen du Ajax So Cal
2002, Kristen Warren du Denver Diamonds
2005, Meghan Schnur du New England Mutiny et Maureen Whitney du California Storm
2006, Jennifer Maurer du New England Mutiny, Jennifer Lalor-Nielsen du San Diego SeaLions, Jennifer Nobis du	River CIty FC et Katie Antongiovanni du	Denver Diamonds
2007, Tiffany Weimer du Soccerplus, Ouying Zhang du San Diego SeaLions, Fatima Leyva du F.C. Indiana, Brittany Cooper du Albuquerque Lady Ayslumn, Cindy Schofield du	Tampa Bay Elite
2008, Mary-Frances Monroe du New England Mutiny, Sissi du California Storm, Nancy Rohrman du MYSC Lady Blues, Betty Ann Casey du Miami Kickers F.C., Megan Dickerson du	Utah Spiders
2009, Vicki Dimartino du Long Island Fury, Alyssa Pember du Long Island Fury, Shannon Cross du AJAX American Women, Ro Hernandez du San Francisco Nighthawks, April Perry du Miami Kickers F.C., Kendall Juett du Dallas Premier Women's S.C.
2010, Leah Blayney du Boston Aztec Breakers Reserves, Dani Bosio du AJAX American Women, Anne Marie Tangorra du LAFC Chelsea, Sarah Hagen du F.C. Milwaukee Nationals, Noelle Pineiro du Brandon F.C., Dria Hampton du Oklahoma Alliance F.C.

### Meilleure gardienne de but
1998, Lorena Snyder du Auto Trader Women's Select 	-
1999, Maite Zabala du California Storm 	-
2000, LaKeysia Beene du California Storm 	-
2001, Carolyn Welman du San Diego WFC 	-
2002, Ileana Moschos du California Storm 	-
2003, Melanie Stratford du Utah Spiders 	-
2004, Brittany Gillespie du California Storm 	-
2005,Jennifer Molina du New England Mutiny
2006 Megann Burke du River Cities F.C., Brett Maron du Boston Aztecs, Jenna Huff du Las Vegas Tabogators, Anna Picarelli du AJAX American Women
2007, Megann Burke du River Cities R.C. , Karen Bardsley du AJAX American Women West, Stephanie Labbé du New England Mutiny, Dimitra Poulos du Rush Salt Lake City
2008, Sophia Perez du SD United 	-
2009, Ashley Phillips du Boston Aztecs 	-
2010, Cori Alexander du California Storm

### Meilleur entraîneur-chef de l'année
2005, Shek Borkowski du F.C. Indiana
2006, Brian Boswell du AJAX American Women
2007, Brian Boswell du AJAX American Women
2008, Brian Boswell du AJAX American Women
2009, Paul Riley du Long Island Fury
2010, Mike Kersker du Boston Aztec Breakers Reserves

### Prix Richard Cross Management Excellence
2003, Elk Grove Pride
2004, New England Mutiny 	East
2005, New England Mutiny et California Storm
2006, AC Diablos, Sonoma County Sol, Tampa Bay Elite et River Cities FC
2007, New England Mutiny, San Diego SeaLions, Tampa Bay Elite, Albuquerque Lady Aslyum et FC Twente3
2008, SoccerPlusCT
2009, San Diego SeaLions et SD United

### Sélection des joueuses-étoiles pour la saison 2010

#### Gardienne de but
- Cori Alexander (California Storm)

#### Défenseuses
- Anna Caniglia (Boston Aztec)
- Melinda Mercado (Oklahoma Alliance)
- Dani Bosio (Ajax America Women)
- Alyssa Pember (Long Island Fury)

#### Milieux de terrain
- Dria Hampton (Oklahoma Alliance)
- Keri Sanchez (AJax America Women)
- Sarah Talbert (F.C. Milwaukee Nationals)
- Ann Marie Tangorra (Los Angeles Premier FC)

#### Attaquantes
- Leah Blayney (Boston Aztec)
- Sarah Hagen (F.C. Milwaukee Nationals)

Source

### Sélection des joueuses-étoiles pour la saison 2011

#### Gardienne de but
- Sophia Perez (Orange County Waves)

#### Défenseuses
- Shannon Cross (Orange County Waves)
- Dani Bosio (Orange County Waves)
- Sammy Scofield (Chicago Red Stars)
- Rachell Fell (Tampa Bay Hellenic)

#### Milieux de terrain
- Stacy Bishop (Tampa Bay Hellenic)
- Brittany Klein (Orange County Waves)
- Kiki Bosio (Orange County Waves)
- Julie Ewing(Chicago Red Stars)
- Kara Kabellis (Chicago Red Stars)

#### Attaquantes
- Tanya Taylor (Orange County Waves) - élue Joueuse MVP du Championnat
- Megan Mischler (Boston Aztec Breakers Reserves)

#### Entraineur-chef de l'année
- Abner Rogers (Orange County Waves)

#### mentions honorables
- (GK) Michelle Betos (Boston Aztec Breakers Reserves)
- (DF) Jordan Bishop (Boston Aztec Breakers Reserves)
- (MF) Becca Mays (Boston Aztec Breakers Reserves)
- (A) Michele Weissenhofer (Chicago Red Stars)

Source,